# MFK Zemplín Michalovce
El MFK Zemplín Michalovce es un club de fútbol eslovaco de la ciudad de Michalovce. Fue fundado en 1912 y juega en la Niké liga.

## Palmarés
- 1.SNL (1st Slovak National football league) (1):: 1974-75

Slovakia
- Slovak Second Division (1): 2014–15

## Clubes Afiliados
- AC Milan (2011-hoy)[1]